# (9959) 1991 VF2
(9959) 1991 VF2 est un astéroïde de la ceinture principale découvert en 1991.

## Description
(9959) 1991 VF2 a été découvert le 9 novembre 1991 à Kushiro (Japon) par Seiji Ueda et Hiroshi Kaneda.

### Caractéristiques orbitales
L'orbite de cet astéroïde est caractérisée par un demi-grand axe de 2,24 UA, un périhélie de 1,93 UA, une excentricité de 0,14 et une inclinaison de 5,65° par rapport à l'écliptique. Du fait de ces caractéristiques, à savoir un demi-grand axe compris entre 2 et 3,2 UA et un périhélie supérieur à 1,666 UA, il est classé, selon la JPL Small-Body Database, comme objet de la ceinture principale.

### Caractéristiques physiques
(9959) 1991 VF2 a une magnitude absolue (H) de 14,5 et un albédo estimé à 0,277.